# Carex parviflora
Carex parviflora — вид квіткових рослин родини осокових (Cyperaceae). Ареал: Європа (Албанія, Австрія, Болгарія, Словаччина, Франція, Німеччина, Італія, Польща, Румунія, Іспанія, Андорра, Швейцарія, Словенія). Це багаторічний або кореневищний геофіт, що росте передусім у помірному біомі.

## Екологія
Росте альпійськими угрупованнями на кам'янистих схилах, на вологих щебенях і мокрих скелях, у місцях з тривалим сніговим покривом (підвітряні краї хребтів, замети), виключно на вапняках. Йому потрібні скелетні, суглинисті, вологі, лужні ґрунти з більшою часткою гумусу в субальпійському та альпійському діапазонах.

## Біоморфологічна характеристика

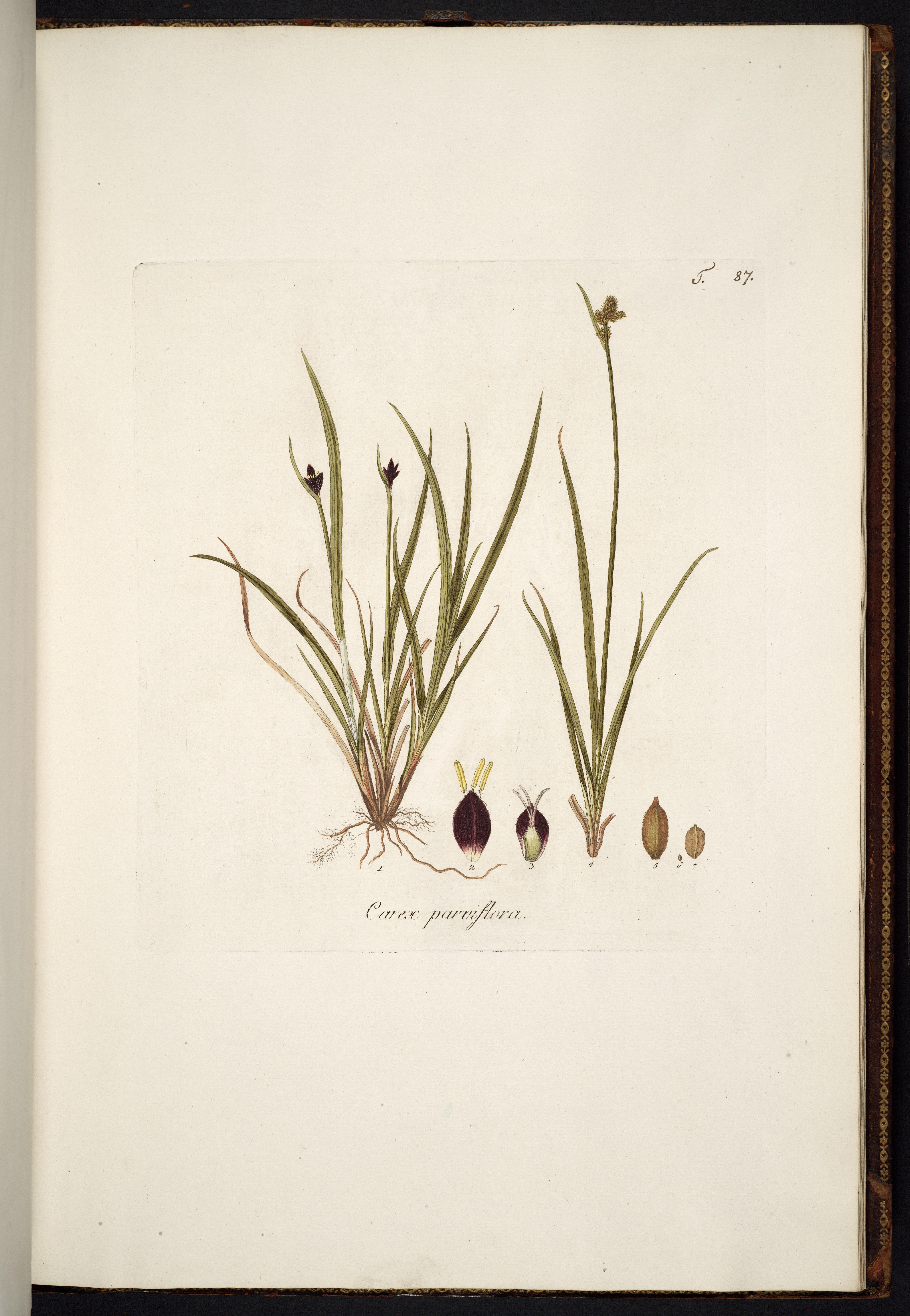

Багаторічна пучкова трав'яниста рослина 5–30 см заввишки, сіро-зелена. Стеблина пряма, жорстка, гладка чи злегка шорстка. Листки 2–4 мм завширшки, зазвичай приблизно вдвічі менші від стеблини, плоскі, жорсткі; довгозагострені піхви жовто-бурі, пізніше пурпурно-бурі, блискучі. Пряме суцвіття лише близько 1 см завдовжки, складається з 3–4 довгастих або кулясто-яйцеподібних колосочків, 5–6 × 3–5 мм, верхівковий біля основи з чоловічими, жіночими квітками зверху, інші колоски цілком жіночі, усі ± сидячі, жіночі луски яйцюваті, тупі, чорно-коричневі. Рильця 3. Самий нижній приквіток часто підноситься над суцвіттям. Плодові мішечки овальні, чорні, зі світлим краєм і дуже коротким носиком, 3–4 мм завдовжки. 2n=54. Цвіте в червні — серпні.